# Puckett
Puckett – wieś w Stanach Zjednoczonych, w stanie Missisipi, w hrabstwie Rankin.